# Julian von Moos
Julian von Moos (Münsterlingen, Thurgau kanton, 2001. április 1. –) svájci korosztályos válogatott labdarúgó, a Servette csatárja.

## Pályafutása

### Klubcsapatokban
Von Moos a svájci Münsterlingenben született. Az ifjúsági pályafutását a Romanshorn, a St. Gallen és a Grasshoppers csapataiban kezdte, majd a Basel akadémiájánál folytatta.
2019-ben mutatkozott be a Basel első osztályban szereplő felnőtt csapatában. 2019. május 25-én, a Neuchâtel Xamax ellen 4–1-re megnyert bajnoki 74. percében, Noah Okafor cseréjeként debütált és egyben meg is szerezte első gólját a klub színeiben. A 2020-ban a Wil, majd 2022-ben a holland Vitesse csapatát erősítette kölcsönben. 2022. január 3-án 2½ éves szerződést kötött a St. Gallen együttesével. Először a 2022. január 30-ai, Lausanne-Sport ellen 5–1-re megnyert mérkőzésen lépett pályára. Első gólját 2022. február 27-én, Grasshoppers ellen 2–0-ra megnyert találkozón szerezte meg.
2024. július 1-jén a Servette szerződtette.

### A válogatottban
Von Moos az U15-östől az U21-esig minden korosztályú válogatottban képviselte Svájcot.
2022-ben debütált az U21-es válogatottban. Először a 2022. március 25-ei, Wales ellen 5–1-re megnyert U21-es EB-selejtező 78. percében, Kastriot Imerit váltva lépett pályára. Első válogatott gólját 2023. március 28-án, Izrael ellen 2–1-es győzelemmel zárult barátságos mérkőzésen szerezte meg.

## Statisztika
2024. augusztus 15. szerint.
| Klub                 | Szezon   | Bajnokság              | Bajnokság | Bajnokság | Kupa  | Kupa  | Nemzetközi | Nemzetközi | Összesen | Összesen |
| Klub                 | Szezon   | Bajnokság              | Mérk.     | Gólok     | Mérk. | Gólok | Mérk.      | Gólok      | Mérk.    | Gólok    |
| -------------------- | -------- | ---------------------- | --------- | --------- | ----- | ----- | ---------- | ---------- | -------- | -------- |
| Basel                | 2018–19  | Swiss Super League     | 1         | 1         | 0     | 0     | —          | —          | 1        | 1        |
| Basel                | 2019–20  | Swiss Super League     | 1         | 0         | 0     | 0     | —          | —          | 1        | 0        |
| Basel                | 2020–21  | Swiss Super League     | 15        | 0         | 0     | 0     | 2          | 0          | 17       | 0        |
| Wil (kölcsönben)     | 2019–20  | Swiss Challenge League | 13        | 7         | 0     | 0     | —          | —          | 13       | 7        |
| Vitesse (kölcsönben) | 2021–22  | Eredivisie             | 5         | 0         | 0     | 0     | 2          | 0          | 7        | 0        |
| St. Gallen           | 2021–22  | Swiss Super League     | 15        | 4         | 2     | 0     | —          | —          | 17       | 4        |
| St. Gallen           | 2022–23  | Swiss Super League     | 21        | 4         | 2     | 3     | —          | —          | 23       | 7        |
| St. Gallen           | 2023–24  | Swiss Super League     | 23        | 1         | 1     | 1     | —          | —          | 24       | 2        |
| Servette             | 2024–25  | Swiss Super League     | 4         | 0         | 1     | 3     | 1          | 0          | 6        | 3        |
| Összesen             | Összesen | Összesen               | 98        | 17        | 6     | 7     | 5          | 0          | 109      | 24       |

## Sikerei, díjai
Basel
- Swiss Super League
  - Ezüstérmes (2): 2018–19, 2020–21

- Svájci Kupa
  - Győztes (1): 2018–19

St. Gallen
- Svájci Kupa
  - Döntős (1): 2021–22